# Telamonia prima
Telamonia prima là một loài nhện trong họ Salticidae.
Loài này thuộc chi Telamonia. Telamonia prima được Maciej Próchniewicz miêu tả năm 1990.